# Dalneje (Kaliningrad, Gwardeisk)
Dalneje (russisch Дальнее, deutsch Groß Schirrau) ist ein Ort in der russischen Oblast Kaliningrad. Er gehört zur kommunalen Selbstverwaltungseinheit Stadtkreis Gwardeisk im Rajon Gwardeisk.
Zu Dalneje gehören auch die Überbleibsel der ehemaligen Orte Drusken (russisch zunächst Bykowskoje), Groß Aßlacken (Klewernoje), Guttschallen (Sarutscheinoje) und Szorkeninken/Schorkenicken.

## Geographische Lage
Dalneje liegt etwa 25 Kilometer nordöstlich der Rajonstadt Gwardeisk (Tapiau) an der Föderalstraße A216 (auch Europastraße 77) auf dem Wege von Talpaki (Taplacken) nach Bolschakowo (Groß Skaisgirren/Kreuzingen). Eine Bahnanbindung ist nicht vorhanden.
Ungewöhnlich ist, dass nur fünf Kilometer weiter nordöstlich von Dalneje an der Straße nach Bolschakowo, allerdings bereits im Rajon Polessk, ein weiterer Ort gleichen Namens liegt: Dalneje (Bittkallen/Bitterfelde). Ein dritter Ort gleichen Namens lag nur sieben Kilometer weiter westlich – bei Olchowka (Köllmisch Damerau): Dalneje (bis 1946 Pettkuhnen), ist jetzt aber nicht mehr existent.

## Geschichte
Für Groß Schirrau liegen zwei Gründungsdaten vor: um 1400 sowie eine Zweitgründung im Jahre 1534. Von 1874 bis 1945 war der Ort namensgebend für einen neu errichteten Amtsbezirk, der zum Kreis Wehlau im Regierungsbezirk Königsberg der preußischen Provinz Ostpreußen gehörte.
Im Jahre 1910 zählte Groß Schirrau 358 Einwohner. Am 30. September 1928 wurde durch Zusammenschluss umliegender Ortschaften die Landgemeinde Schirrau gebildet, in die neben dem Hauptort Groß Schirrau die Ortschaften Drusken (russisch nach 1945 zunächst Bykowskoje), Eichenberg, Espenhain, Klein Schirrau (Surikowo, nicht mehr existent), Neu Schirrau (Kawkasskoje, nicht mehr existent) und Reußwalde eingemeindet waren. Im Jahre 1933 waren hier 493 Einwohner ansässig, im Jahre 1939 waren es 492.
In Folge des Zweiten Weltkrieges kam Groß Schirrau mit dem nördlichen Ostpreußen 1945 zur Sowjetunion. 1947 erhielt der Ort die in Russland vielfach vorkommende Ortsbezeichnung „Dalneje“ und wurde gleichzeitig dem Dorfsowjet Talpakinski selski Sowet (dem späteren Kuibyschewski selski Sowet) im Rajon Gwardeisk zugeordnet. Von 2005 bis 2014 gehörte Dalneje zur Landgemeinde Sorinskoje selskoje posselenije und seither zum Stadtkreis Gwardeisk.

### Amtsbezirk Groß Schirrau (1874–1945)
Zum 1874 neu geschaffenen Amtsbezirk Groß Schirrau gehörten anfangs 19 Landgemeinden (LG) bzw. Gutsbezirke (GB):
| Name                                             | Russischer Name nach 1945 | Bemerkungen                                                    |
| ------------------------------------------------ | ------------------------- | -------------------------------------------------------------- |
| Eichenberg (LG)                                  |                           | später zur LG Schirrau gehörig                                 |
| Groß Aßlacken (LG)                               | Klewernoje                | 1928 umbenannt in LG Aßlacken                                  |
| Groß Papuschienen (LG), 1938–1945: Groß Grauden  | Romaschowo                | 1931 umbenannt in LG Papuschienen                              |
| Groß Schirrau (LG)                               | Dalneje                   | 1928 umbenannt in LG Schirrau                                  |
| Guttschallen (LG)                                | Sarutscheinoje            |                                                                |
| Klein Aßlacken (LG)                              | Klenewoje                 | vor 1883 in die LG Groß Aßlacken eingegliedert                 |
| Klein Papuschienen (LG), 1938–1945: Kleingrauden | Tichoje                   | 1931 in die LG Papuschienen eingegliedert                      |
| Klein Schirrau (GB)                              | Surikowo                  | 1928 in die LG Schirrau eingegliedert                          |
| Lapischken (LG), 1938–1945: Fuchshügel           | Dubrowskoje               |                                                                |
| Lieneballen (LG), 1938–1945: Liene               |                           | 1931 umbenannt in LG Stadthausen                               |
| Neu Schirrau (LG)                                | Kawkasskoje               | später zur LG Schirrau zugehörig                               |
| Pareyken (LG)                                    | Bolschije Topki           | 1928 in die LG Reinlacken (Amtsbezirk Parnehnen) eingegliedert |
| Pesseln (LG)                                     |                           | 1928 in die LG Reinlacken eingegliedert                        |
| Puschienen (LG), 1938–1945: Reimersbruch         |                           | 1928 in die LG Reinlacken eingegliedert                        |
| Schorkeninken (LG), 1938–1945: Schorkenicken     |                           |                                                                |
| Stadthausen (GB)                                 | Doroschnoje               | 1928 in die LG Lieneballen (ab 1931 Stadthausen) eingegliedert |
| Ußballen (LG), 1938–1945: Warstädt               |                           | 1928 in die LG Reinlacken eingegliedert                        |
| Ußjauern (GB), 1938–1945: Michelsheide           |                           | 1928 in die LG Lapischken eingegliedert                        |
| Wachlacken (GB)                                  | Malyje Topki              | 1928 in die LG Reinlacken eingegliedert                        |

Aufgrund der mannigfachen Umstrukturierungen bildeten am 1. Januar 1945 lediglich noch sieben Gemeinden den Amtsbezirk Groß Schirrau: Aßlacken, Fuchshügel, Grauden, Guttschallen, Schirrau, Schorkenicken und Stadthausen.

## Kirche Groß Schirrau

### Kirchengebäude
In den Jahren 1908/1909 erhielt Groß Schirrau eine eigene evangelische Kirche, die am 21. Dezember 1909 feierlich eingeweiht wurde. Zu diesem Bau hatte die Gastwirtschaft Ragnit das Grundstück gestiftet und von vielen Bauern stammte das Baumaterial. Kaiserin Auguste Viktoria vermachte der Kirche eine wertvolle Altarbibel mit eigenhändiger Widmung.
Den Zweiten Weltkrieg überstand die Kirche weitestgehend unbeschadet. 1994 begann man zwecks Beschaffung von Baumaterial das Kirchenschiff abzureißen. Heute steht nur noch der seitwärts gesetzte Turm als Ruine. Die Kirche Groß Schirrau (russisch: Кирха Гросс Ширрау) soll restauriert werden und steht unter staatlichem Schutz.

### Kirchengemeinde
Bis 1902 war Groß Schirrau in das Kirchspiel der Kirche in Plibischken (heute russisch: Gluschkowo) eingepfarrt. Erst dann wurde hier eine eigene Kirchengemeinde errichtet, die aber noch bis 1909 mit Plibischken verbunden und durch einen Hilfsprediger von dort versorgt wurde. Im Jahre 1911 wurde das Pfarrhaus neben der Kirche errichtet. Die Kirche Groß Schirrau war patronatlos. Im Jahre 1925 zählte die Pfarrei 2.506 Gemeindeglieder, die in 40 Kirchspielorten wohnten. Bis 1945 war die Kirchengemeinde Groß Schirrau dem Kirchenkreis Wehlau in der Kirchenprovinz Ostpreußen der Kirche der Altpreußischen Union zugeordnet. In der Zeit des Dritten Reiches war die Gemeinde der Bekennenden Kirche zugehörig.
Aufgrund von Flucht und Vertreibung der einheimischen Bevölkerung und der nachfolgenden restriktiven Religionspolitik der Sowjetunion brach das kirchliche Leben auch im vormaligen Kirchspiel Groß Schirrau ein. Heute liegt der Ort im Einzugsbereich der neu entstandenen evangelisch-lutherischen Gemeinde in Talpaki (Taplacken). Sie ist eine Filialgemeinde der Auferstehungskirche in Kaliningrad (Königsberg) in der Propstei Kaliningrad der Evangelisch-Lutherischen Kirche Europäisches Russland.

### Kirchspielorte
Das im Jahre 1902 geschaffene Kirchspiel Groß Schirrau wurde durch Umpfarrung von Orten aus den Kirchspielen Petersdorf (heute russisch: Kuibyschewskoje) und Plibischken (Gluschkowo) gebildet. Es gliederte sich in 40 Ortschaften, darunter auch das Dorf Köllmisch Damerau (bis 1931 Königlich Damerau, russisch: Olchowka), wo 1911 eine eigene kleine Kirche errichtet wurde (* = Schulorte):
| Name                                           | Russischer Name    |  | Name                                                         | Russischer Name |
| ---------------------------------------------- | ------------------ |  | ------------------------------------------------------------ | --------------- |
| Alt Löbkojen, 1938–1946: Altlepkau             |                    |  | Lapischken, 1938–1946: Fuchshügel                            | Dubrowskoje     |
| Drusken                                        |                    |  | Lieneballem, 1938–1946: Liene                                |                 |
| Eichenberg                                     |                    |  | Luderwalde                                                   |                 |
| Espenhain                                      |                    |  | Muplacken, 1938–1946: Moptau                                 | Saltykowo       |
| *Groß Aßlacken                                 | Klewernoje         |  | Neu Löbkojen, 1938–1946: Neulepkau                           | Orechowo        |
| Groß Budlacken                                 | Kurortnoje         |  | Neu Schirrau                                                 | Kawkasskoje     |
| Groß Papuschienen, 1938–1946: Groß Grauden     | Romaschowo         |  | Obszerninken, 1936–1938: Obscherninken, 1938–1946: Dachsrode | Partisanskoje   |
| *Groß Schirrau                                 | Dalneje            |  | Pareyken                                                     | Bolschije Topki |
| Groß Skaticken 1938–1946: Skaten               | Bolschaja Olchowka |  | Pesseln                                                      |                 |
| Guttschallen                                   | Sarutscheinoje     |  | Plompen                                                      | Rajewskoje      |
| Kawerninken, 1938–1946: Kawernicken            | Olchowka           |  | Puschienen, 1938–1946: Reimersbruch                          |                 |
| Kerulaten, 1938–1946: Kerlaten                 | Saltykowo          |  | Reinlacken                                                   | Malaja Olchowka |
| Klein Aßlacken                                 | Klenewoje          |  | Reußwalde                                                    |                 |
| Klein Budlacken                                | Saltykowo          |  | Ringlacken                                                   |                 |
| Klein Papuschienen, 1938–1946: Kleingrauden    | Tichoje            |  | Schorkeninken, 1938–1946: Schorkenicken                      |                 |
| Klein Schirrau                                 | Surikowo           |  | Stadthausen                                                  | Doroschnoje     |
| Klein Skaticken, 1938–1946: Kleinskaten        |                    |  | Ußballen, 1938–1946: Warstädt                                |                 |
| Knäblacken                                     | Meschdulessje      |  | Ußjauern, 1938–1946: Michelsheide                            |                 |
| *Köllmisch Damerau bis 1931: Königlich Damerau | Olchowka           |  | Wachlacken                                                   | Malyje Topki    |
| Kukers                                         | Meschdulessje      |  | *Weidlacken                                                  | Jelniki         |

### Pfarrer
Bis 1911 war Groß Schirrau eine Hilfsgeistlichenstelle der Kirche Plibischken (russisch: Gluschkowo). Danach amtierten bis 1945 an der Kirche Groß Schirrau eigene evangelische Geistliche:
- bis 1911:

1. Franz Max Connor, 1900–1906
2. Bruno Walter Paul Rößler, 1907–1909
3. Bernhard Rouselle, 1909–1911

- nach 1911:

1. Bernhard Rouselle, 1911–1913
2. Alfred Vorrrath, 1913–1916
3. Otto Rosinski, 1917–1927
4. Helmut Graemer, 1928–1936
5. Alexander Bansi, 1938–1945